# ساينتس رو 2
ساينتس رو 2 (بالإنجليزية: Saints Row 2)‏ هي لعبة من ألعاب الفيديو أنتجتها شركة «فوليشن» ونشرتها شركة «تي إتش كيو» سنة 2008 على جهاز الألعاب إكس بوكس 360، وهي تشبه لحد كبير موضوع لعبة «غراند ثفت أوتو» جي تي أي، أي التركيز على حروب العصابات.

## أسماء الشوارع
أسماء العصابات:
- شارع القديسين الثالث عصابتك
- شارع الاخوة
- عصابة التنين
- أبناء السامدي
- أولتور فريق من الشرطة

أهم الشخصيات:
- شارع القديسين الثالث:
  - جوني جات
  - ايشا
  - كارلوس
  - شامدي
  - بيرس
- شارع الاخوة:
  - ميرو
  - جاسيكا
  - مات
  - دوني
- أبناء السامدي:
  - الجنرال
  - السيد صن شاين
  - دي جاي فيترن تشايلد
- عصابة التنين:
  - كازوا اكوجي
  - شوغو اكوجي
  - جيونيشي
- الشرطة:
  - تروي برادشو
  - دين فوغول رئيس أولتور وعمدة المدينة
- اخرون:
  - توبايس
  - جوليس ليتل
  - ديكس
  - تيرا
  - جين فالديراما
  - السيد وونغ
  - ايريك